# Stefano Cerioni

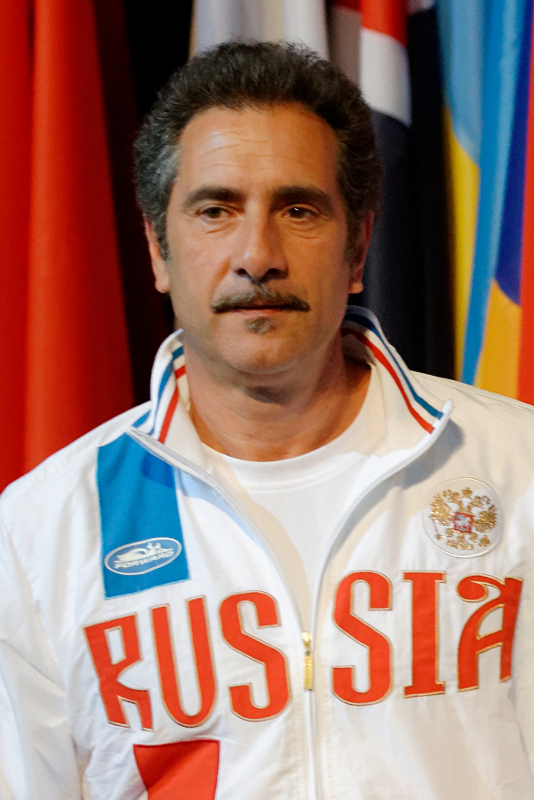
Stefano Cerioni bei den Fechteuropameisterschaften 2014

Stefano Cerioni (* 24. Januar 1964 in Madrid) ist ein ehemaliger italienischer Florett-Fechter. Er nahm zwischen 1984 und 1996 an allen Olympischen Sommerspielen teil und konnte dabei zwei Goldmedaillen und eine Bronzemedaille gewinnen.

## Karriere
Stefano Cerioni startete bei den Olympischen Sommerspielen 1984 in Los Angeles mit der Florett-Mannschaft, mit der er Olympiasieger wurde, und im Einzel, wo er die Bronzemedaille gewann. Vier Jahre später, bei den Olympischen Sommerspielen 1988 in Seoul, konnte sich Cerioni im Einzel verbessern und wurde in diesem Wettbewerb Olympiasieger. Die Florett-Mannschaft konnte bei ihrem Auftritt in Südkorea ihren Erfolg nicht wiederholen und belegte den siebten Platz. In Barcelona, bei den Olympischen Sommerspielen 1992, wurde Stefano Cerioni als Titelverteidiger im Einzel nur Siebzehnter. Mit der Mannschaft konnte er sich um einen Platz im Vergleich zu den Spielen vier Jahre zuvor auf den sechsten Rang verbessern. Bei den Olympischen Sommerspielen 1996 in Atlanta wurde er mit der Mannschaft Achter und belegte Rang 18 im Einzel.